# La Rivière (téléfilm)
Pour les articles homonymes, voir La Rivière.
La Rivière est un court métrage réalisé par Michel Houellebecq et diffusé en 2001 sur Canal+ dans la série « L'Érotisme vu par... ».

## Synopsis
Un groupe de jeunes femmes s'adonnent à des plaisirs saphiques dans un décor plutôt bucolique.
Il n'y a plus que des femmes, les hommes ont disparu.
Citation
"La peinture de la douleur est un contresens ; il faut tout faire voir en beau." - Comte de Lautréamont
Sections
- L'occupation du monde - Le monde entre les peaux
- La douceur des secondes - Installe un nouveau monde
- Près de nos corps mêlés - La rivière est profonde
- Nous recréons un monde - Enlacé de caresses - Un monde entrelacé - Nous recréons l'espace - Nous recréons l'espèce

## Fiche technique
- Réalisation : Michel Houellebecq
- Scénario : Michel Houellebecq
- Production : Alain Clert et Charline de Lépine
- Société de production :  Canal+, Son et Lumière
- Montage : Tina Le Gal
- Image : Jeanne Lapoirie
- Son : Joël Fleicher
- Costumes : Claudie Kermarrec
- Maquillage : Christophe Giraud
- Musique : "Quand l'herba fresca" Bernard de Ventadour - Les Musiciens de Provence - Arion Paris
- Pays d'origine :  France
- Format : Couleur
- Genre : Drame
- Durée : 16 minutes
- Date de diffusion : 2001

## Distribution
Avec, par ordre d'apparition à l'écran :
- Laëtitia Clément
- Cielle Delhomme
- Audrey Jouffain
- Annabelle Brun
- Sharon
- Marta
- Naïma Abdalahoui

## Commentaire du réalisateur
«Je voulais surtout filmer la jouissance, je tenais à ce qu'elle ne soit pas simulée, parce que le plaisir réel est une chose émouvante, et que je n'ai jamais vu de simulation réussie.»